# 庞蒂库机场
庞蒂库机场（印尼语：Bandar Udara Pongtiku）是印度尼西亚南苏拉威西省塔纳托拉查县的一座机场，主要服务塔纳托拉查县的县治马卡勒和邻县北托拉查县的县治兰特包两座城镇，是进出托拉查族故乡塔纳托拉查地区的重要通道，计划在不久的将来开通直达新加坡的航班。机场以20世纪初发动叛乱反抗荷兰人统治的英雄庞·蒂库（Pong Tiku）为名，他在1907年时于兰特包被处死。机场跑道长1,300米，可供ATR 42、福克50等机型起降。

## 航空公司和目的地
| 航空公司     | 目的地 |
| ------------ | ------ |
| 航太航空     | 望加锡 |
| 翎亞航空     | 望加锡 |
| 特里嘎纳航空 | 望加锡 |

## 资料来源
1. ↑  .   [2022-08-13]. （原始内容存档于2022-08-13）.
2. ↑  .   [2017-06-03]. （原始内容存档于2020-08-15）.
3. ↑  Nurul Noe: Makassar dan sekitarnya, S. 54. Jakarta 2014
4. ↑  Stefan Loose: Indonesien von Sumatra bis Sulawesi, p. 578. Ostfildern 2013
5. ↑  GHOIDA RAHMAH. . February 3, 2017  [2017-06-03]. （原始内容存档于2017-05-18）.